# La Capital

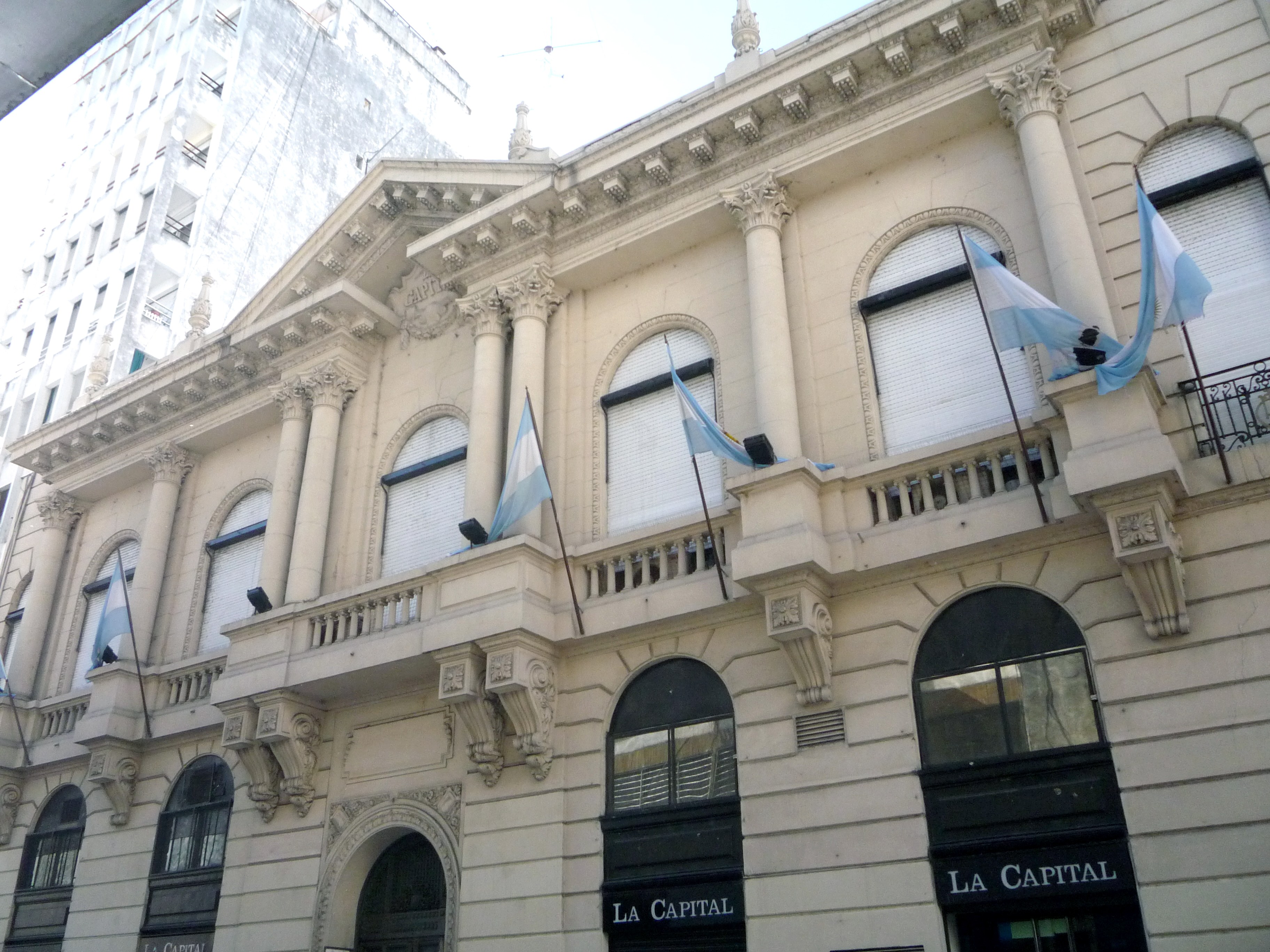
Sede editorial

La Capital é um jornal diário, em língua espanhola, publicado na cidade de Rosario, Argentina.
É o mais antigo jornal em operação na Argentina, fundado por Ovidio Lagos em 15 de novembro de 1867. Atinge mais de dois milhões de leitores em cinco províncias.
Pertenceu à empresa Uno Multimedios tendo como diretor o empresário Daniel Vila, e em março de 2019 foi adquirida por um grupo empresarial liderado por Gustavo Scaglione, dono do Grupo Televisión Litoral.